# Weitendorf (bei Brüel)
Weitendorf ist eine Gemeinde im Landkreis Ludwigslust-Parchim und liegt zwischen den mecklenburgischen Kleinstädten Sternberg und Brüel an der Warnow. Sie wird vom Amt Sternberger Seenlandschaft mit Sitz in Sternberg verwaltet.

## Geografie und Verkehr
Weitendorf liegt im tief eingeschnittenen Urstromtal der Warnow, in die hier der Brüeler Bach mündet. Kurz vor der Mündung befindet sich am Bach das Naturschutzgebiet Sültener Binnensalzwiese. Im Norden bei Sülten und im Süden bei Kaarz gibt es größere Waldgebiete. Der mit 73 m ü. HN höchste Punkt im Gemeindegebiet liegt im Süden. Umliegende Städte sind Warin, Brüel, Bützow, Wismar, Sternberg und Schwerin. Im Ort überquert die Bundesstraße 104, die auf diesem Abschnitt mit der Bundesstraße 192 vereinigt ist, die Warnow. Der Bahnhof Weitendorf an der Wismar-Karower Eisenbahn wird nicht mehr bedient.
Zur Gemeinde gehören die Ortsteile Jülchendorf, Jülchendorf-Meierei, Kaarz, Schönlage, Sülten und Weitendorf.

## Geschichte
Weitendorf
wurde 1286 erstmals in einer Urkunde als Weytendorp erwähnt. Er wurde an einer Furt durch die Warnow gegründet.
Schönlage
Erstmals wurde 1380 Merten Tzychuse, knape, wonaftech in Pouerstorpe erwähnt. 1389 wurde Hermannus de tzamid in Pouerstorpe ecclsiarum parochialium rectoribus und 1399 Groten Pouerstorp genannt.
Bis 1810 hieß Schönlage noch Gross Poverstorf. Das Gut am  Schönlager See besaßen u. a. die Familien Graf von Schack (18. Jahrhundert), von Hopfgarten und von Arnswald (1822–1945). Das unsanierte Gutshaus stammt im Kern wohl aus dem 18. Jahrhundert, die Anbauten aus dem 19. Jahrhundert.
Die Eingemeindung von Kaarz und Sülten erfolgte zum 1. Juli 1961. Schönlage, das von 1938 bis 1946 Ortsteil von Gustävel war, kam zum 1. Januar 1973 zu Weitendorf, ebenso Jülchendorf.

## Politik

### Gemeindevertretung und Bürgermeister
Der Gemeinderat besteht (inkl. Bürgermeisterin) aus 6 Mitgliedern. Die Wahl zum Gemeinderat am 26. Mai 2019 hatte folgende Ergebnisse:
| Partei/Bewerber    | Prozent | Sitze |
| ------------------ | ------- | ----- |
| Wählergemeinschaft | 60,65   | 4     |
| Bürgergemeinschaft | 24,39   | 1     |
| Die Linke          | 14,96   | 1     |

Bürgermeisterin der Gemeinde ist Andrea Sielaff, sie wurde mit 79,05 % der Stimmen gewählt.

### Dienstsiegel
Die Gemeinde verfügt über kein amtlich genehmigtes Hoheitszeichen, weder Wappen noch Flagge. Als Dienstsiegel wird das kleine Landessiegel mit dem Wappenbild des Landesteils Mecklenburg geführt. Es zeigt einen hersehenden Stierkopf mit abgerissenem Halsfell und Krone und der Umschrift „GEMEINDE WEITENDORF“.

## Sehenswürdigkeiten

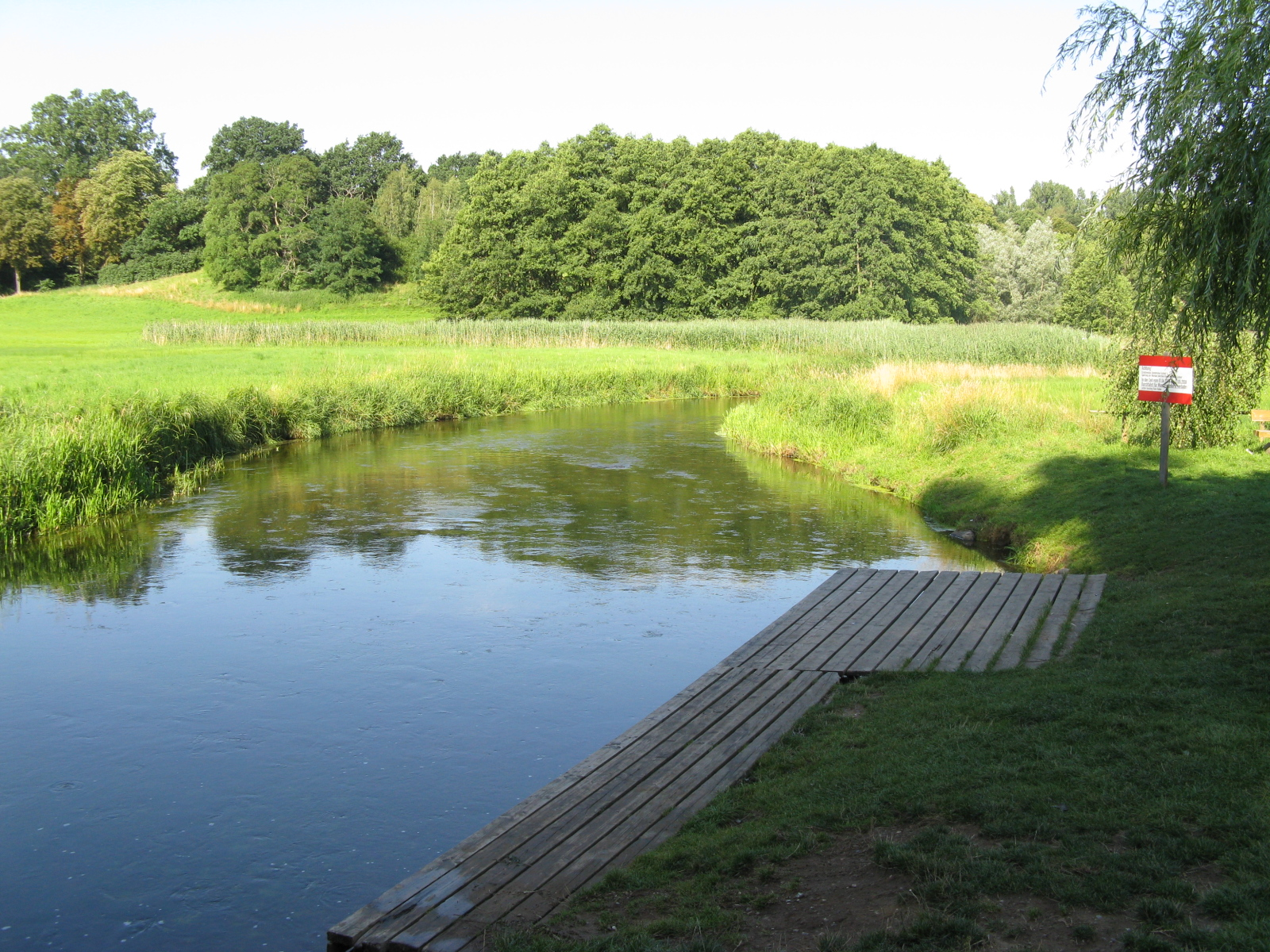
Die Warnow bei Weitendorf
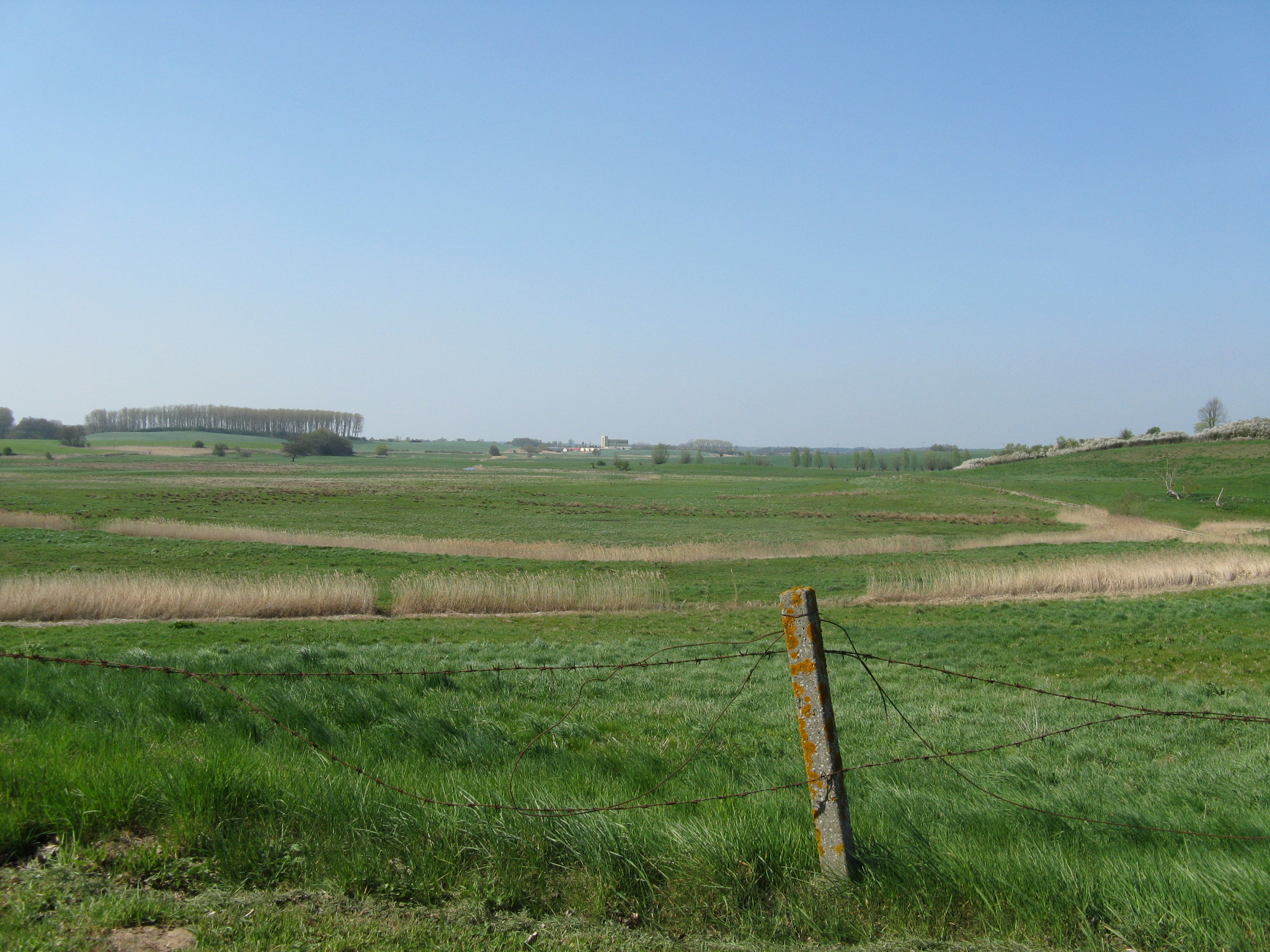
Sültener Salzwiesen

- Dorfkirche in Sülten, ein Backsteinbau aus dem 13. Jahrhundert.
- Historisierendes Schloss Kaarz als Umbau des Herrenhauses von 1875 mit dem Park vom Gartenarchitekt Carl Ansorge.
- Mausoleum der Familie von Bülow in Kaarz
- Gutshaus Jülchendorf
- Gutshaus Schönlage: Unsanierter Ziegelbau mit zwei  Seitenflügeln, einer davon in sakraler Form mit ornamentalen Treppengiebel; stammt im Kern wohl aus dem 18. Jahrhundert, die Anbauten aus dem 19. Jahrhundert
- Gutshaus Weitendorf von 1882 nach Plänen von Heinrich Thormann für die Familie Hüniken
- Naturschutzgebiet Binnensalzwiese bei Sülten

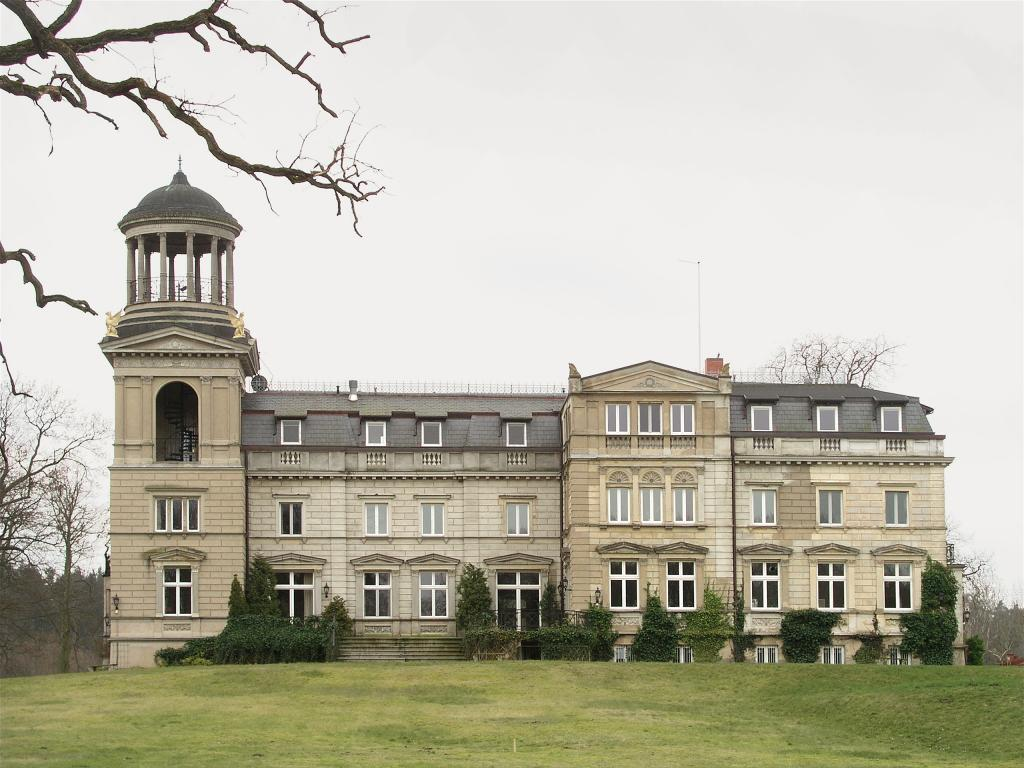
Schloss Kaarz
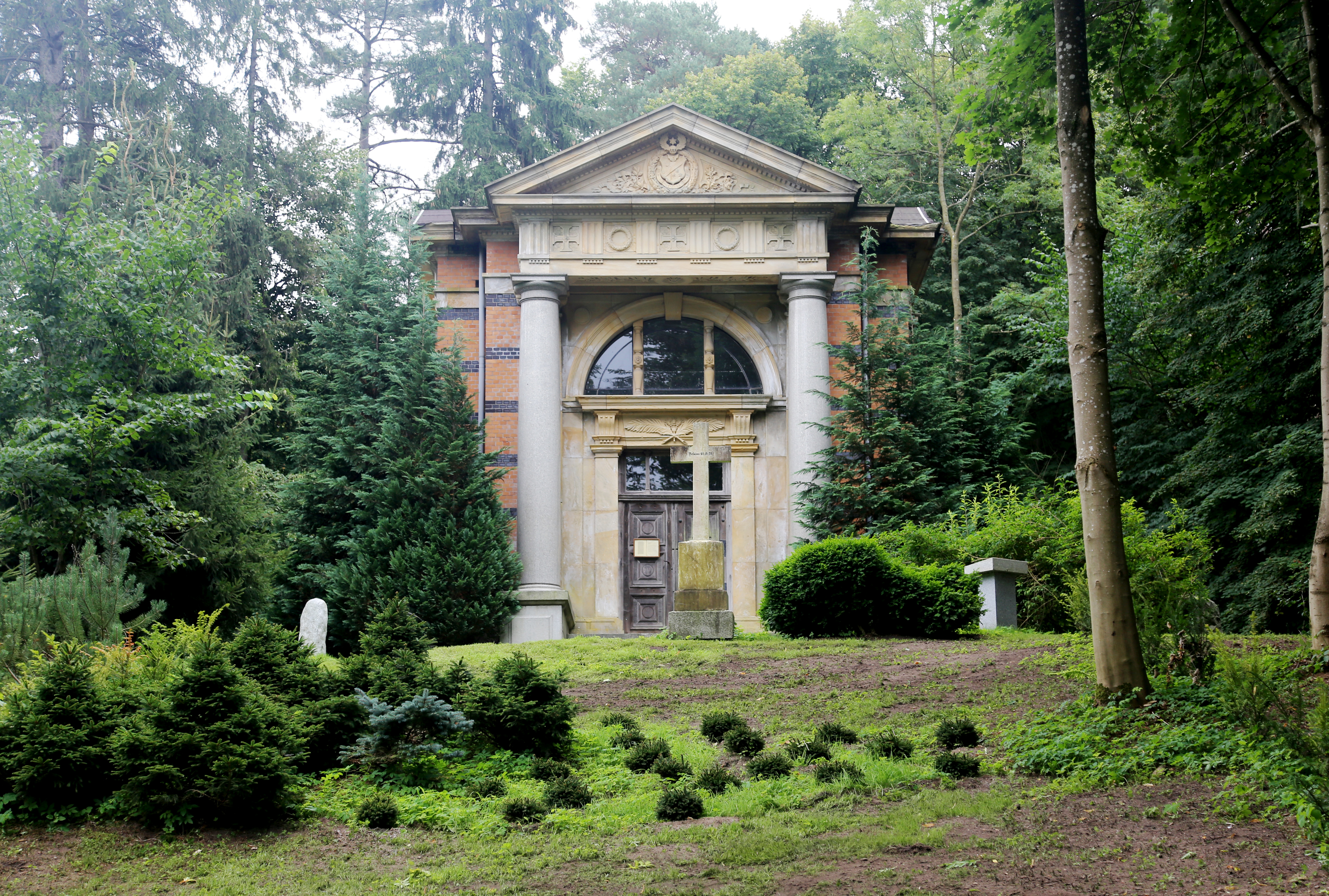
Mausoleum der Familie Hüniken im Park von Schloss Kaarz
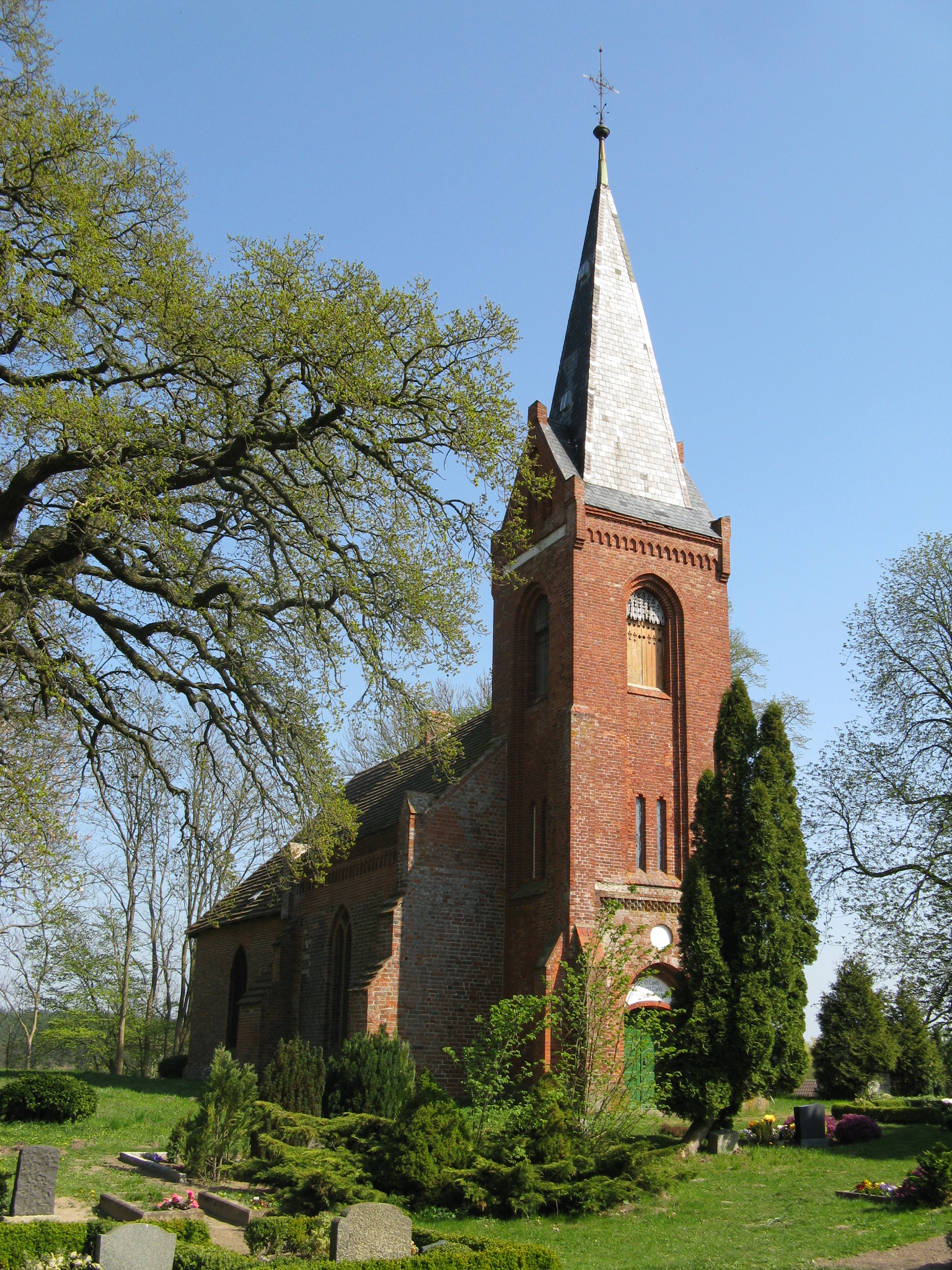
Dorfkirche in Sülten
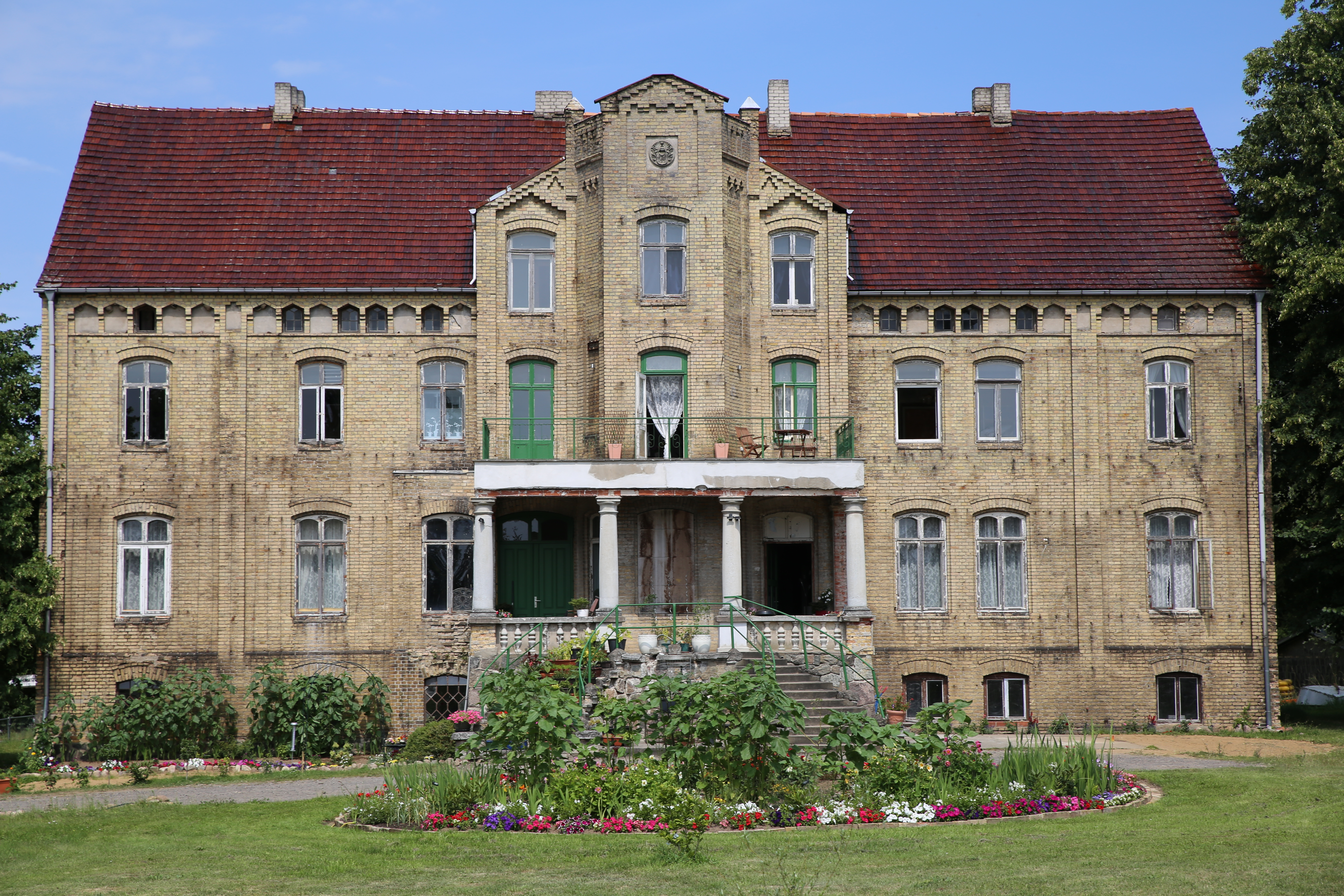
Herrenhaus Weitendorf, Front, Juli 2016

## Persönlichkeiten
- Helmuth von Weltzien (1798–1879), geboren im Ortsteil Kaarz, preußischer Generalleutnant
- Henry William Ferdinand Bolckow (1806–1878), geboren im Ortsteil Sülten, deutsch-englischer Unternehmer und Politiker
- Jutta von Biel (1909–1965), geboren in Weitendorf, Schriftstellerin

### Gedruckte Quellen
- Mecklenburgisches Urkundenbuch (MUB)
- Mecklenburgische Jahrbücher (MJB)